# Entodon cupressiformis
Entodon cupressiformis är en bladmossart som beskrevs av Georg Ernst Ludwig Hampe 1865. Entodon cupressiformis ingår i släktet Entodon och familjen Entodontaceae. Inga underarter finns listade i Catalogue of Life.